# Potamogalidae
Họ Potamogalidae là họ của các loài "chuột chù rái cá", một nhóm động vật có vú bán thủy sinh sống ven sông ở bản địa Châu Phi Hạ Sahara. Chúng có họ hàng gần nhất với các loài tenrec của Madagascar, từ đó chúng được cho là đã tách ra khoảng 47–53 triệu năm trước. Trước đây, chúng được xem là một phân họ của Tenrecidae.
Tất cả chuột chù rái cá đều là thú ăn thịt, săn bất kỳ động vật thủy sinh nào chúng có thể tìm thấy nhờ bộ râu nhạy cảm của chúng. Như tên thường gọi của chúng, chúng có một sự tương đồng mạnh mẽ nhưng hời hợt với loài rái cá thực sự mà chúng không có họ hàng gần gũi với, chúng cũng không có họ hàng gần với chuột chù thực sự. Chúng bơi dưới nước bằng cách nhấp nhô đuôi theo chuyển động từ bên này sang bên kia, tương tự như chuyển động của cá sấu khi đang bơi.

## Các loài
Chỉ có ba loài chuột chù rái cá được công nhận.
Họ Potamogalidae
- Chi Micropotamogale (chuột chù rái cá lùn)
  - Chuột chù rái cá Nimba (M. lamottei)
  - Chuột chù rái cá Ruwenzori (M. ruwenzorii)
- Chi Potamogale
  - Chuột chù rái cá khổng lồ (P. velox)